# Demokratyczna Partia na rzecz Nowego Społeczeństwa
Demokratyczna Partia Nowego Społeczeństwa – niewielka partia z Mjanmy stworzona w 1988 roku przez Moego Thee Zuna. Celem partii jest zbudowanie demokratycznego społeczeństwa opierającego się na zasadach równości, wolności, społecznej sprawiedliwości, a także poszanowaniu praw człowieka i pojednaniu ludzi.

## Historia
Początkowo, partia ta występowała pod inna nazwą (ABSL). W wyniku powstania 8888 została ona potępiona i zakazana przez rządzącą juntę. W tym okresie DPNS była drugą najpopularniejszą partią w Birmie. Skupiała głównie studentów i innych młodych ludzi. Współpracowała z Narodową Liga na rzecz Demokracji.
Około 1990 roku ogłoszono cztery podstawowe postulaty:
1. Zwołać parlament tak szybko jak to możliwe.
2. Wypuścić na wolność Aung San Suu Kyi i innych więźniów politycznych.
3. Zakończyć wojnę domową.
4. Zwołać posiedzenie narodowe, w którym mogliby uczestniczyć przedstawiciele wszystkich zgrupowań politycznych.

Na ten moment ugrupowanie nie odnosi żadnych sukcesów. Należy ono do Postępowego Sojuszu (nie mylić z Postępowym Sojuszem Socjalistów i Demokratów w Parlamencie Europejskim) Doktryna gospodarcza to socjalizm demokratyczny.  
Przewodniczącym jest Moe Thee Zun, a sekretarzem generalnym Ngwe Lin.